# Pequin
Pequin – kultywar papryki chili z grupy odmian Glabriusculum gatunku papryka roczna.

## Charakterystyka

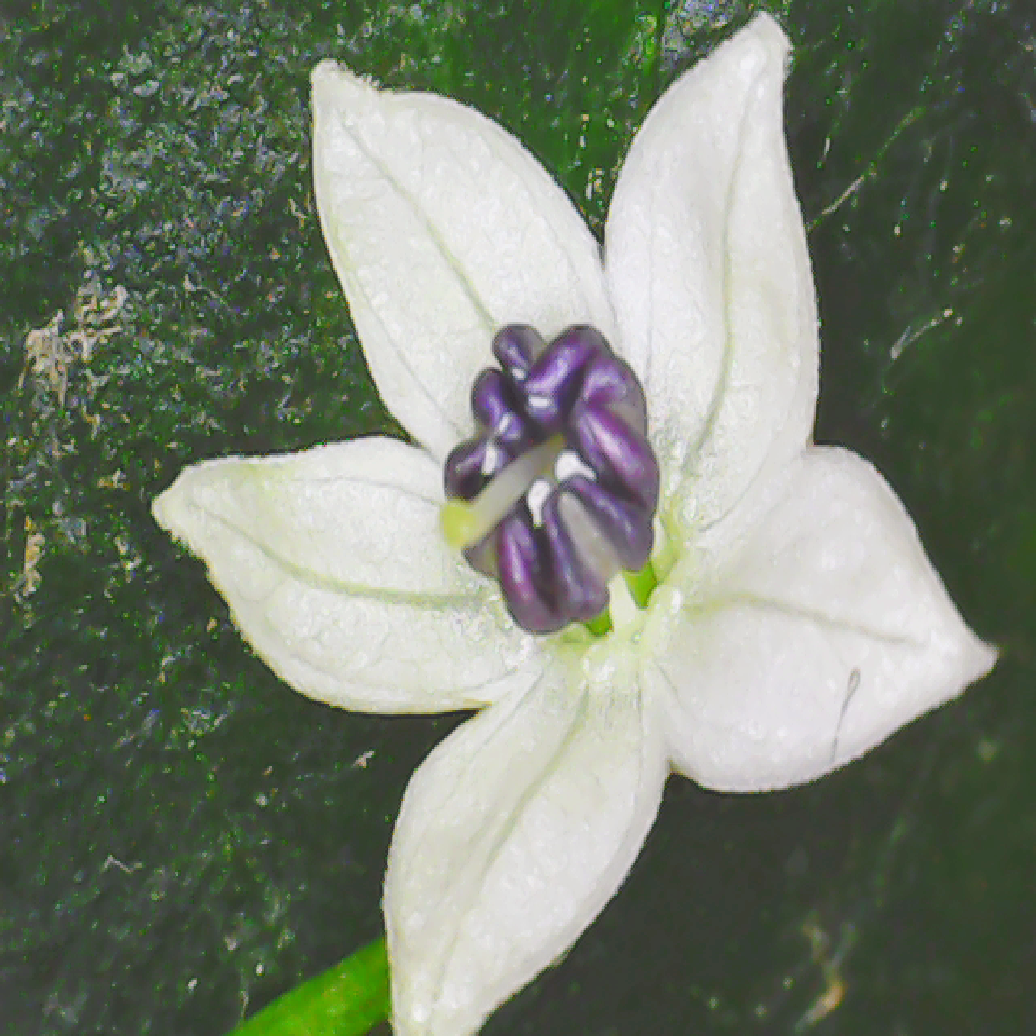
Kwiat

Pequin to ostra odmiana papryki chili stosowana jako przyprawa. Papryki te są bardzo ostre, często 5-8 razy ostrzejsze niż jalapeño (w skali Scoville'a od 30 000 do 60 000 jednostek). Smak jest opisany jako cytrusowy i orzechowy.
Najprawdopodobniej nazwa pochodzi od hiszpańskiego pequeño, co oznacza mały. Owoce są podłużne i występują w stanie dzikim od południowego zachodu Ameryki po Andy. Są uprawiane zarówno w warunkach domowych, jak i komercyjnie nasadzane w Meksyku.
Główne zastosowania kulinarne tej papryki obejmują marynowanie, salsy, sosy, zupy i octy. Między innymi ostry sos marki Cholula zawiera ją wśród swoich składników (jak również odmianę chile de arbol). Odmiana jest wysoko ceniona w Meksyku – często jej koszt jest dziesięciokrotnie wyższy niż innych gatunków, na co wpływ ma to, że jej uprawa jest ograniczona ze względu na niską zdolność kiełkowania nasion (15% średniej szybkości kiełkowania) i podatność na choroby. Roślina preferuje umiarkowany poziom cienia (35%) i wymaga codziennego podlewania, mimo że jest odporna na suszę. W naturze rośnie w podszycie drzew, jako bylina. W uprawie jest jednoroczna, ponieważ podatność na choroby ogranicza jej wzrost. Nasiona kiełkują w ciągu 7 do 28 dni, wymagają od 60 do 90 dni na rozwój siewek i od 90 do 100 dni po przesadzeniu, kiedy to wyrastają owoce możliwe do sprzedaży. 